# سلافيكا كوزمانيتش
سلافيكا كوزمانيتش (ولد في 27 مارس 1972  ) هي لاعبة كرة طائرة كرواتية متقاعدة . كانت تلعب لصالح المنتخب الوطني الكرواتي للسيدات لكرة الطائرة شاركت في بطولة العالم للسيدات للكرة الطائرة في اليابان عام 1998 . 